# Karlheinz Kas

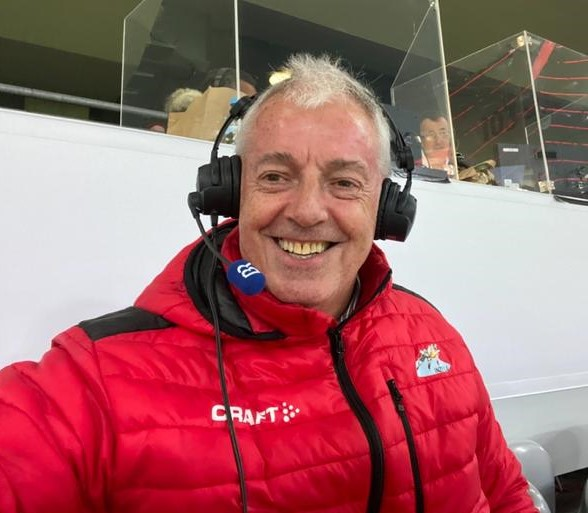
Karlheinz Kas 2020

Karlheinz Kas (* 8. Juni 1955 in Ansbach) ist ein deutscher Journalist und Hörfunkreporter.

## Werdegang
Kas war als Fußballspieler aktiv für die Vereine TSV 1860 Rosenheim und SB DJK Rosenheim. Als Trainer betreute er zudem die Mannschaft der FA Trostberg. Seine journalistische Laufbahn führte ihn in die Sportredaktion des Trostberger Tagblatts, dessen Redaktionsleiter er ab 1989 war.
Freiberuflich arbeitete er als Hörfunkreporter im Bereich Sport für den Bayerischen Rundfunk. Kas kommentierte Wintersport und Fußball. So war er in unregelmäßigen Abständen als Reporter bei Fußballvereinen aus Bayern im Stadion. Hauptsächlich kommentierte er die Fußball-Bundesliga im Rahmen der ARD-Bundesligakonferenz, aber auch im DFB-Pokal und der Champions League war er für den Bayerischen Rundfunk im Stadion. Kas' Markenzeichen war der starke bairische Akzent.
Am 22. Mai 2021 kommentierte er das bayerische Derby Bayern München gegen den FC Augsburg. Es war sein letzter Einsatz in der ARD-Bundesligakonferenz. Danach beendete Karlheinz Kas nach 41 Jahren seine Reportertätigkeit. Dabei war sein letztes kommentiertes Tor, das 41. Tor von Robert Lewandowski in der Fußball-Bundesliga Saison 2020/21, mit dem nach 49 Jahren ein neuer Bundesligarekord aufgestellt wurde.
Kas arbeitet auch als Stadionsprecher in Ruhpolding bei den Biathlonwettbewerben.
Sein Sohn Christopher (* 1980) war professioneller Tennisspieler.